# Prokop Brázda
Prokop Brázda (2. července 1915 Kosov – 27. dubna 1942 Felixstowe) byl příslušník československého zahraničního odboje v druhé světové válce (pilot 313. československé stíhací perutě RAF). Absolvoval 325 bojových startů. Dne 12. dubna 1942 přispěl (společně s Františkem Fajtlem) k sestřelení německého stíhacího letounu Focke-Wulf Fw 190. Dne 27. dubna 1942 byl jeho letoun při bojovém letu poškozen, stroj se stal neovladatelný a Prokop Brázda zahynul při nouzovém přistání, je pohřben v Hornchurchu v hrabství Essex.

## Posmrtné uznání
- Prokop Brázda byl povýšen na plukovníka in memoriam.
- Na domě ve Velešíně v ulici V Domkách, ve kterém před válkou žil, je umístěna pamětní deska.[4]